# Terre-et-Marais
Terre-et-Marais es una comuna nueva francesa situada en el departamento de Mancha, de la región de Normandía.

## Historia
Fue creada el 1 de enero de 2016, en aplicación de una resolución del prefecto de Mancha de 16 de diciembre de 2015 con la unión de las comunas de Saint-Georges-de-Bohon y Sainteny, pasando a estar el ayuntamiento en la antigua comuna de Sainteny.

## Demografía
| Gráfica de evolución demográfica de Terre-et-Marais entre 1800 y 2013 |
|                                                                       |

Los datos entre 1800 y 2013 son el resultado de sumar los parciales de las dos comunas que forman la nueva comuna de Terre-et-Marais, cuyos datos se han cogido de 1800 a 1999, para las comunas de Saint-Georges-de-Bohon y Sainteny de la página francesa EHESS/Cassini. Los demás datos se han cogido de la página del INSEE.

## Composición
| Comuna delegada        | Código INSEE | Población (2013) | Superficie (km²) | Densidad (hab./km²) |
| ---------------------- | ------------ | ---------------- | ---------------- | ------------------- |
| Saint-Georges-de-Bohon | 50470        | 414              | 13.96            | 30                  |
| Sainteny               | 50564        | 845              | 21.63            | 39                  |